# Rak nicka
Rak nicka (Pohlia erecta) är en bladmossart som beskrevs av Lindberg 1882. Rak nicka ingår i släktet nickmossor, och familjen Bryaceae. Enligt den finländska rödlistan är arten starkt hotad i Finland. Enligt den svenska rödlistan är arten otillräckligt studerad i Sverige. Arten förekommer i Nedre Norrland och Övre Norrland. Artens livsmiljö är våtmarker i fjällen (myrar, stränder, snölegor). Inga underarter finns listade i Catalogue of Life.